# Christiano Blota
Christiano Fontes Blota (São Paulo, 13 de outubro de 1972) é um jornalista, empresário e apresentador brasileiro. Neto do comunicador Blota Júnior e irmão da repórter Sonia Blota, é mestre em Comunicação pela Faculdade Cásper Líbero e doutorando na mesma área pela Universidade Metodista.

## Carreira
Iniciou sua carreira na Rádio Bandeirantes em 1996 na editoria de Esportes. No ano seguinte, ganhou o Troféu Ford ACEESP (Associação dos Cronistas Esportivos do Estado de São Paulo) como Revelação de Rádio. O reconhecimento abriu outras portas, tornando-o repórter do Canal 21 e apresentador substituto do programa Bandeirantes a Caminho do Sol, ancorado por Claudio Zaidan. Também foi repórter do programa Manhã Bandeirantes, com José Nello Marques.
Após 5 anos na Rede Bandeirantes, foi convidado a trabalhar no SporTV, onde ficou por mais meia década participando do SporTV News, além das transmissões esportivas do canal. Em 2002, após a Copa do Mundo, foi morar em Miami e se aperfeiçoar como empresário.
De volta ao Brasil em 2003, além do trabalho como empresário, tornou-se repórter do Campeonato Brasileiro e de futebol internacional da Sport Promotion. Ao mesmo tempo, apresentou o Notícias On-Line da AllTV.
Em 2006, passou a integrar a equipe de âncoras da BandNews TV, onde permaneceu por seis anos, participando também do Jornal Terraviva no Terraviva e do BandSports, com boletins diários no programa Primeiro Tempo, apresentado por Elia Júnior.
Em 2012, atuou como produtor no desenvolvimento da biografia de seu avô Blota Jr. Lançado em 2015, o livro Blota Jr. – A Elegância no Ar (Matrix), assinado pelo jornalista Fernando Morgado, apresenta a trajetória de um dos maiores comunicadores do país. “A colaboração [de Christiano Blota] foi fundamental para que a obra se tornasse realidade”, disse Morgado em entrevista ao Observatório da TV.
Atualmente, além da carreira como empresário, Christiano Blota assina as colunas "Por Trás da Tela", no Observatório da TV, e "Gente que Inspira A Gente", na Rádio Capital.
Em março de 2023, Christiano Blota recebeu o Prêmio ABIME, da Associação Brasileira de Imprensa de Mídia Eletrônica, na categoria Comunicação.